# Municipio de Saline (condado de Miller)
El municipio de Saline (en inglés: Saline Township) es un municipio ubicado en el condado de Miller en el estado estadounidense de Misuri. En el año 2010 tenía una población de 8315 habitantes y una densidad poblacional de 32,78 personas por km².

## Geografía
El municipio de Saline se encuentra ubicado en las coordenadas 38°22′14″N 92°30′47″O / 38.37056, -92.51306. Según la Oficina del Censo de los Estados Unidos, el municipio tiene una superficie total de 253.67 km², de la cual 253.42 km² corresponden a tierra firme y (0.1%) 0.24 km² es agua.

## Demografía
Según el censo de 2010, había 8315 personas residiendo en el municipio de Saline. La densidad de población era de 32,78 hab./km². De los 8315 habitantes, el municipio de Saline estaba compuesto por el 96.69% blancos, el 0.53% eran afroamericanos, el 0.43% eran amerindios, el 0.28% eran asiáticos, el 0.19% eran isleños del Pacífico, el 0.29% eran de otras razas y el 1.59% pertenecían a dos o más razas. Del total de la población el 1.17% eran hispanos o latinos de cualquier raza.